# Election Commission of Malaysia

Logo

Die Election Commission of Malaysia (mal. Suruhanjaya Pilihan Raya Malaysia (SPR), dtsch. Wahlkommission von Malaysia) ist die von Artikel 114 der malaysischen Verfassung vorgesehene Organisation, die für die Organisation und Durchführung freier und demokratischer Wahlen in Malaysia verantwortlich ist.

## Geschichte
Die Wahlkommission von Malaysia wurde am 4. September 1957 auf Basis des Artikels 114 der malaysischen Verfassung geschaffen.
Das Wahlgesetz von 1958 (Elections Act 1958) wiederum legte die Aufgaben der Wahlkommission fest und bestimmt, wie diese Aufgaben im Sinne der Verfassung ausgeführt werden.
Bei seiner Gründung bestand die Wahlkommission nur aus dem Vorsitzenden Datuk Mustafa Albakri Hassan und zwei Mitgliedern, Lee Ewe Boon und Ditt Singh. Als erster Sekretär wurde H. Cassidy ernannt.
Derzeitiger Vorsitzender der Wahlkommission ist seit 31. Dezember 2008 Tan Sri Abdul Aziz Mohd Yusof.

## Aufgaben der Wahlkommission
Die im Wahlgesetz niedergelegten Aufgaben der Wahlkommission sind
- Überprüfung und ggf. Neusetzung der Grenzen für Wahlbezirke und Wahlkreise,
- Registrierung der Wahlberechtigten und Überprüfung der Wählerliste und
- Durchführung der landesweiten Wahlen sowie bei freiwerdenden Sitzen im Parlament oder den Länderparlamenten die Durchführung der Nachwahl.

## Ernennung der Mitglieder
Die Wahlkommission wird durch den malaysischen Herrscher nach Konsultation der Herrscherkonferenz eingesetzt. Die Kommission besteht aus einem Vorsitzenden, seinem Stellvertreter und drei weiteren Mitgliedern. Für die Ernennung der Wahlkommission gibt die Verfassung dem malaysischen König eine besondere Verantwortung mit auf den Weg, nämlich dafür zu sorgen, dass die Wahlkommission das Vertrauen der Öffentlichkeit genießt.
Zwei weitere Mitglieder aus den Bundesstaaten Sabah und Sarawak erhöhen die Zahl der Kommissionsmitglieder auf sieben.

## Persönliche Qualifikation
Die Verfassung stellt bestimmte Anforderungen hinsichtlich der persönlichen Qualifikation der Wahlmitglieder; so sind nicht rehabilitierte Konkursschuldner, Abgeordnete des Parlaments und Abgeordnete der Länderparlamente von diesem Amt ausgeschlossen, noch dürfen die Mitglieder einer bezahlten Nebenbeschäftigung außerhalb ihres Amtes nachgehen.
Für den Vorsitzenden der Wahlkommission gelten weitere Einschränkungen, so darf dieser auch nicht in Vorständen, Organisationen, Unternehmen oder der Industrie tätig werden, auch nicht unbezahlt noch auf Basis einer Gegenleistung. Eine ehrenamtliche, unentgeltliche Betätigung in Organisationen, die sich wohltätigen oder sozialen Belangen widmen, ist ihm jedoch gestattet.
Einmal ernannt, bleiben die Mitglieder der Wahlkommission bis zum 65. Lebensjahr im Amt. Ähnlich wie die Richter des Obersten Gerichts dürfen sie nicht entlassen werden, außer sie genügen nicht mehr den bereits genannten persönlichen Qualifikationen.
Für die Bezahlung der Gehälter der Wahlkommission sowie einer Remuneration ist das Parlament zuständig.

## Verwaltungsaufgaben
Zur Wahrnehmung ihrer Aufgaben darf die Wahlkommission Beamte ernennen, die in ihrem Auftrag handeln. Die Verwaltungstätigkeiten der Wahlkommission werden durch ein Sekretariat wahrgenommen, das durch einen Verwaltungsdirektor geleitet wird. Diese Funktion wird durch Datuk Kamaruddin Mohamed Baria ausgefüllt.